# OTCF
OTCF S.A. – polska spółka odzieżowa specjalizująca się w projektowaniu, produkcji i sprzedaży odzieży sportowej, obuwia oraz akcesoriów, dedykowanych profesjonalnym sportowcom i amatorom. Wiodącą marką w portfolio firmy jest 4F, oferująca wysokiej klasy odzież codzienną i sportową oraz akcesoria sportowe. Do grona ambasadorów marki należą m.in. Anna Lewandowska, Robert Lewandowski i Bartosz Zmarzlik. Spółka prowadzi także brandy 4F Junior, 4F Fuel, 4F Spot, Outhorn, SportStyleStory oraz Fundację 4F Pomaga. Od 2020 r. jest wyłącznym dystrybutorem Under Armour w Polsce. Główna siedziba OTCF S.A. mieści się w Krakowie. Firma prowadzi też biura w Warszawie i Koszalinie oraz Centrum Dystrybucyjne w Czeladzi.

## Historia
Założycielem firmy OTCF jest Igor Klaja.
Kalendarium:
- 1995 – założenie Horn Partner, pierwszej spółki, pod którą prowadzona była działalność firmy
- 1996 – powstaje Outhorn, pierwsza marka sportowa dedykowana odbiorcom hurtowym
- 2003 – powstaje 4Fun – druga marka sportowa spółki oraz pierwsze sklepy pod jej szyldem
- 2007 – zmiana nazwy marki 4Fun na 4F Sport Performance. Uruchomienie sklepów detalicznych tej marki, m.in. w Bielsku-Białej[2] i w Kielcach przy ulicy Zagórskiej[3][4].
- 2010 – założenie spółki OTCF S.A.
- 2010 – skrócenie nazwy marki 4F Sport Performance do 4F[5].
- 2010-12 Sobiesław Zasada inwestuje w 4F 14 mln złotych w zamian za 35% akcji[6][7]
- 2013 – otwarcie pierwszych sklepów multibrandowych 4Faces
- 2016 – otwarcie pierwszych sklepów 4F na rynkach zagranicznych (Łotwa, Rumunia, Czechy, Słowacja)[8]
- 2017 – powstanie marki dziecięcej 4F Junior
- 2018 – powstanie marki profesjonalnej 4F PROteam
- 2020 – powołanie Fundacji 4F Pomaga
- 2020 – otwarcie pierwszej restauracji 4F Spot
- 2020 – uzyskanie wyłącznej autoryzowanej dystrybucji marki Under Armour w Polsce
- 2021 – nawiązanie współpracy ambasadorskiej 4F z Robertem Lewandowskim
- 2021 – powstanie marki suplementów diety 4F Fuel
- 2021 – start projektu 4F Teamwear
- 2022 – rebranding marki Outhorn
- 2022 – OTCF zatrudniała około 3000 pracowników[7].
- 2023 – OTCF S.A. konsoliduje biura w Wieliczce i Krakowie i otwiera nową siedzibę główną spółki w kompleksie The Park Kraków.
- 2024 – marka 4F ubiera 6 Komitetów Olimpijskich podczas Igrzysk Olimpijskich w Paryżu.
- 2025 – marka 4F jest obecna w 42 krajach[9], a jej roczne obroty wynoszą 1,5 mld złotych[10]

## Marki OTCF
4F – marka odzieży codziennej i sportowej oraz akcesoriów sportowych. Wieloletni Partner Polskiego Komitetu Olimpijskiego (2008-2023) oraz szeregu polskich i europejskich związków sportowych. Podczas Igrzysk Olimpijskich w Pekinie 2022 i Tokio 2020 stroje marki nosiło w sumie 9 reprezentacji narodowych. Do grona ambasadorów 4F należą m.in. Anna i Robert Lewandowscy, Bartosz Zmarzlik, Natalia Maliszewska i Martyna Kotwiła. W ramach projektu 4F Teamwear marka projektuje kolekcje profesjonalnych produktów dla drużyn i związków sportowych z różnych dyscyplin i na różnym poziomie zaawansowania.
4F Junior – marka ubrań i akcesoriów dla dzieci i młodzieży.
4F Fuel – linia żywności funkcjonalnej i suplementów diety.
Outhorn – marka odzieżowa dla młodych, wymagających, nie idących na kompromisy ludzi. Prowadzi sklepy stacjonarne w całej Polsce oraz sklep internetowy.
Under Armour – od 2020 r. OTCF jest wyłącznym autoryzowanym dystrybutorem amerykańskiej marki w Polsce.
SportStyleStory.com – multibrandowy sklep sportowy.
Fundacja 4F Pomaga – jej działalność koncentruje się na wsparciu społeczności lokalnych i rozwoju infrastruktury sportowej dla dzieci i młodzieży.

## Sieć sprzedaży
Spółka OTCF prowadzi ponad 350 sklepów detalicznych 4F w Polsce i ponad 40 za granicą – m.in. w Rumunii, Słowacji, Litwie i Łotwie. W sezonie letnim otwiera kilkadziesiąt stoisk sezonowych w najważniejszych kurortach turystycznych w kraju. Marka jest także obecna w ponad 900 sklepach multibrandowych w Polsce i za granicą. Łącznie prowadzi sprzedaż w 42 krajach świata.

## Współpraca z komitetami olimpijskimi
Polski Komitet Olimpijski
Współpraca 4F i Polskiego Komitetu Olimpijskiego trwała w latach 2008–2023. Spółka OTCF S.A. zaprojektowała i dostarczyła dedykowane kolekcje olimpijskie podczas Zimowych Igrzysk Olimpijskich w: Vancouver 2010, Soczi 2014, Pjongczangu 2018 i Pekinie 2022, a także podczas Letnich Igrzysk Olimpijskich w: Londynie 2012, Rio de Janeiro 2016 i Tokio 2020. Zespół OTCF przygotował również kolekcje dla polskich reprezentacji na Olimpijskie Festiwale Młodzieżowe Europy, Młodzieżowe Igrzyska Olimpijskie i Igrzyska Europejskie.
Polski Komitet Paralimpijski
Współpraca nawiązana została na Igrzyska Paraolimpijskie w Soczi w 2014 r. i trwała do stycznia 2024 r. Paraolimpijczycy wystąpili w strojach 4F również na Letnich Igrzyskach Paraolimpijskich Rio de Janeiro 2016 i Tokio 2020, a także na Zimowych Igrzyskach Paraolimpijskich Pjongczang 2018 i Pekin 2022.
Łotewski Komitet Olimpijski
Współpraca została nawiązana w listopadzie 2015 r. W ubraniach 4F olimpijczycy wystąpili na Letnich Igrzyskach Olimpijskich Rio de Janeiro 2016 i Tokio 2020 oraz podczas Zimowych Igrzysk Olimpijskich Pjongczang 2018. Marka 4F przygotowywała również stroje dla sportowców na takie wydarzenia jak: Olimpijskie Festiwale Młodzieżowe Europy, Młodzieżowe Igrzyska Olimpijskie i Igrzyska Europejskie. 4F ubierze Reprezentację Łotwy także podczas Igrzysk Olimpijskich w Paryżu w 2024 r.
Chorwacki Komitet Olimpijski
Współpraca została nawiązana w 2017 roku. Chorwacka reprezentacja olimpijska wystąpiła w strojach przygotowanych przez 4F podczas Zimowych Igrzysk Olimpijskich Pjongczang 2018 i Pekin 2022, Letnich Igrzysk Olimpijskich Tokio 2020 oraz wydarzeń takich jak: Olimpijskie Festiwale Młodzieżowe Europy, Młodzieżowe Igrzyska Olimpijskie i Igrzyska Europejskie. 4F ubierze Reprezentację Chorwacji także podczas Igrzysk Olimpijskich w Paryżu w 2024 r.
Helleński Komitet Olimpijski
Współpraca nawiązana w 2018 roku. W ubraniach 4F Olimpijczycy wystąpili podczas Zimowych Igrzysk Olimpijskich Pjongczang 2018, Letnich Igrzysk Olimpijskich Tokio 2020 oraz Zimowych Igrzysk Olimpijskich Pekin 2022. Marka 4F ubierała także sportowców na wydarzenia takie jak: Olimpijskie Festiwale Młodzieżowe Europy, Młodzieżowe Igrzyska Olimpijskie i Igrzyska Europejskie. 4F ubierze Reprezentację Grecji także podczas Igrzysk Olimpijskich w Paryżu w 2024 r.
Słowacki Komitet Olimpijski
Współpraca została nawiązana w 2019 roku. Marka ubierała zawodników, trenerów i osoby wchodzące w skład kadry olimpijskiej podczas Letnich Igrzysk Olimpijskich Tokio 2020, Zimowych Igrzysk Olimpijskich Pekin 2022 oraz wydarzeń takich, jak: Olimpijskie Festiwale Młodzieżowe Europy, Młodzieżowe Igrzyska Olimpijskie i Igrzyska Europejskie. 4F ubierze Reprezentację Słowacji także podczas Igrzysk Olimpijskich w Paryżu w 2024 r.
Ukraiński Komitet Olimpijski
Współpraca została nawiązana w 2023 roku. Marka 4F ubrała reprezentację Ukrainy na IV Zimowe Młodzieżowe Igrzyska Olimpijskie Gangwon 2024. Marka przygotowuje także dedykowaną kolekcję olimpijską na Igrzyska Olimpijskie w Paryżu w 2024 r.
Komitet Olimpijski Kosowa
4F ubierze Reprezentację Kosowa podczas Igrzysk Olimpijskich w Paryżu w 2024 r.
Serbski Komitet Olimpijski
Współpraca została nawiązana w 2016 roku. Marka 4F przygotowała kolekcje dla reprezentacji Serbii na Letnie Igrzyska Olimpijskie Rio de Janeiro 2016 i Tokio 2020 oraz na Zimowe Igrzyska Olimpijskie Pjongczang 2018 i Pekin 2022. Zapewniła też stroje dla sportowców na wydarzenia takie jak: Olimpijskie Festiwale Młodzieżowe Europy, Młodzieżowe Igrzyska Olimpijskie oraz Igrzyska Europejskie. Serbski zespół znalazł się w piątce najlepiej ubranych drużyn na ceremonii otwarcia[9] igrzysk olimpijskich Rio 2016, a ubrania marki 4F nosił między innymi tenisista Novak Djokovic[10].
Komitet Olimpijski Macedonii Północnej
Współpraca została nawiązana w 2017 roku. Macedońska reprezentacja olimpijska wystąpiła w strojach przygotowanych przez 4F podczas Zimowych Igrzysk Olimpijskich Pjongczang 2018 oraz Letnich Igrzysk Olimpijskich Tokio 2020.
Litewski Komitet Olimpijski
Współpraca została nawiązana w 2019 roku. Marka 4F przygotowała kolekcje dla reprezentacji Litwy na Letnie Igrzyska Olimpijskie Tokio 2020 i Zimowe Igrzyska Olimpijskie Pekin 2022 oraz na wydarzenia takie, jak: Olimpijskie Festiwale Młodzieżowe Europy, Młodzieżowe Igrzyska Olimpijskie i Igrzyska Europejskie.
Słowacki Komitet Paralimpijski
Słowaccy Paralimpijczycy wystąpili w kolekcji przygotowanej przez markę 4F podczas Zimowych Igrzysk Olimpijskich Pekin 2022. Marka dostarczy także odzież defiladową na Igrzyska Olimpijskie w Paryżu w 2024 r.
Chorwacki Komitet Paralimpijski
Współpraca została nawiązana w 2020 r. Marka dostarczy chorwackim paraolimpijczykom dedykowaną kolekcję defiladową na Igrzyska Olimpijskie w Paryżu w 2024 r.
Helleński Komitet Paralimpijski
Greccy paralimpijczycy wystąpią w kolekcji przygotowanej przez markę 4F podczas Letnich Igrzysk Olimpijskich Paryż 2022.

## Współpraca ze związkami sportowymi
Polski Związek Narciarski
Współpraca trwa nieprzerwanie od 2007 roku. Marka 4F zapewnia odzież do wykorzystania podczas treningów, podróży i oficjalnych wydarzeń dla wszystkich sportowców i członków sztabu PZN, a w przypadku wybranych dyscyplin również specjalistyczne stroje startowe. W ubraniach marki 4F można zobaczyć m.in. Kamila Stocha, Dawida Kubackiego czy Marynę Gąsienicę-Daniel.
Polski Związek Biathlonu
Współpraca od 2010 roku. Polscy biathloniści przez cały rok trenują i startują w zawodach w specjalnie zaprojektowanych strojach marki 4F. Marka zapewnia sportowcom także kolekcję odzieży casualowej.
Polski Związek Lekkiej Atletyki
Współpraca od 2013 roku. Ze względu na wysokie wymagania konkurencji lekkoatletycznych, marka 4F przygotowuje reprezentantom Polski specjalną, dedykowaną kolekcję startową, która powstaje w ścisłej współpracy z zawodnikami i przedstawicielami PZLA. Dodatkowo wyposaża lekkoatletów oraz sztab PZLA w odzież treningową i casualową.
Polski Związek Łyżwiarstwa Szybkiego
Współpraca od 2014 roku. Marka 4F dostarcza odzież do wykorzystania podczas treningów, podróży i oficjalnych wydarzeń.
Węgierski Związek Lekkiej Atletyki
Współpraca od 2023 roku. Marka 4F dostarcza lekkoatletom odzież startową, treningową oraz akcesoria.
Litewski Związek Lekkiej Atletyki
Od 2019 r. 4F zapewnia litewskim lekkoatletom specjalnie zaprojektowane stroje startowe i reprezentacyjne oraz kolekcję treningową.
Słowacki Związek Biathlonu
W latach 2018–2022 marka 4F zapewniała słowackim biathlonistom specjalnie zaprojektowane stroje treningowe oraz odzież do wykorzystania podczas podróży i oficjalnych wydarzeń.
Czeska Kadra Skoczków Narciarskich
W latach 2019–2022 marka 4F zapewniała czeskim skoczkom odzież do wykorzystania podczas treningów, podróży i oficjalnych wydarzeń.

## Współpraca z drużynami sportowymi
Od 2021 roku OTCF rozwija katalog odzieży i akcesoriów dedykowanych profesjonalnym drużynom sportowym – 4F Teamwear. Marka jest Partnerem Technicznym:
- 3 drużyn piłkarskiej PKO BP Ekstraklasy: Piasta Gliwice, Korony Kielce i PGE FKS Stali Mielec. 4F zapewnia każdej z drużyn dedykowane, wykonane w 100 proc. w Polsce stroje meczowe, a także komplety strojów treningowych i akcesoriów.
- Polskiego Związku Koszykówki: wszystkich seniorskich i młodzieżowych reprezentacji Polski koszykarek i koszykarzy, również w odmianie 3x3.
- Polskiej Ligi Koszykówki – w ramach współpracy wszystkie kluby Orlen Basket Ligi i Orlen Basket Ligi Kobiet występują w spersonalizowanych strojach meczowych i treningowych przygotowanych przez 4F.
- Czterech drużyn siatkarskiej Plus Ligi mężczyzn – Grupy Azoty ZAKSA Kędzierzyn-Koźle, Projektu Warszawa, Enea Czarnych Radom i Ślepsk Malow Suwałki.
- Drużyny siatkarskiej TAURON Ligi kobiet – UNI Opole.
- Seniorskich Reprezentacji Polski kobiet i mężczyzn w Amp Futbolu. Dodatkowo Fundacja 4F Pomaga jako Oficjalny Patron wspiera wszystkie grupy juniorskie i młodzieżowe Amp Futbol Polska – drużynę juniorów, kadrę U19 oraz akademię piłkarską „Futbolowa Banda”.
- Reprezentacji Akademickich Związków Sportowych.
- Drużyn koszykarskich w odmianie 3x3: Legii Warszawa 3x3 i LOTTO 3x3.
- Drużyn piłkarskich: Zawiszy Bydgoszcz i akademii UKS Varsovia.
- Rozgrywek e-sportowych PKO BP Ekstraklasa Games
- Reprezentacji Ukrainy w siatkówce
- Ukraińskiej drużyny siatkarskiej VC Epicentr-Podolyany
- W sezonie piłkarskim 2022/2023 marka była Partnerem Technicznym Rakowa Częstochowa, który w strojach 4F sięgnął po historyczne Mistrzostwo Polski.
- W latach 2021–2024 4F współpracowało z Polską Ligą Siatkówki S.A., a w strojach 4F pracowali m.in. sędziowie i obsługa techniczna PLS podczas meczów siatkarskiej Plus Ligi mężczyzn i TAURON Ligi kobiet.